# Diablo III
Diablo III este un joc video dark fantasy/horror realizat ca o continuare a jocului Diablo II (și Diablo I). Ca și primele, Diablo III este un joc de acțiune de tip RPG cu tematică „dark fantasy” în stil hack and slash și dungeon roaming. Va fi lansat pentru Microsoft Windows și Mac OS. Jocul a fost anunțat prima oară pe 28 iunie 2008 la Blizzard's World Wide Invitational (Paris, Franța).Cinematic Trailer 2011 aici

## Povestea
Acțiunea jocului are loc în Sanctuary, fantastica lume întunecată din seria Diablo. Aceasta lume a fost salvată cu douăzeci de ani în urmă de câțiva eroi fără nume în Diablo II. Războinici care au supraviețuit atacului armatelor Burning Hells au înnebunit din cauza numeroaselor chinuri pe care le-au suferit. Astfel că este nevoie de o nouă generație de eroi care să se confrunte cu forțele răului care amenință lumea Sanctuary. Jucătorii vor avea posibilitatea de a explora locații cunoscute, cum ar fi Tristram.
Personajele NPC  confirmate sunt doar Deckard Cain, care a apărut în ambele jocuri anterioare, și fiica sa vitregă, un nou personaj care însoțește uneori eroul în acțiunile sale. Jurnalul lui Cain de pe site-ul oficial informează jucătorul cu privire la evenimentele care au avut loc în primele două jocuri. Lumea din Diablo este compusă din două continente principale și mai multe insule mici în regiunea nord-vestică.

## Eroi
Sunt disponibile șase clase de eroi:
- Barbar (Barbarian)
- Vraci (Witch Doctor) - este un nou tip de erou bazat pe fostul Necromancer din Diablo II, dar cu abilități asociate culturii voodoo
- Vrăjitor (Wizard)[14] - este o versiune a Sorcerer din Diablo II și I
- Călugăr (Monk)[15]
- Vânător de demoni (Demon Hunter)[16]
- Cruciat (Crusader) - în expansiunea Reaper of Souls